# Marvin Bejarano
Marvin Orlando Bejarano Jiménez (Tarija, 6 marzo 1988) è un calciatore boliviano, difensore del Real Tomayapo.

## Biografia
È il fratello di Danny Bejarano.

## Carriera

### Nazionale
Viene convocato per la Copa América Centenario negli Stati Uniti.